# Andrew Rindfleisch
Andrew Rindfleisch (* 1963) ist ein US-amerikanischer Komponist, Dirigent und Musikpädagoge.
Rindfleisch studierte Musik an der University of Wisconsin, dem New England Conservatory of Music und an der Harvard University und ist seit 1998 Professor für Komposition an der Cleveland State University. Als Student erhielt er 1996 ein Guggenheim-Stipendium und im Folgejahr den Rompreis. 1999 gründete er die New Music Associates, eine Konzertreihe für zeitgenössische Kompositionen. Er ist Direktor der Cleveland Contemporary Players und des Utah Arts Festival Orchestra sowie Gründer und Musikdirektor des Ensembles für zeitgenössische Musik Phantom Arts. Er leitete mehr als 500 Uraufführungen von Werken lebender Komponisten.
Als Komponist wurde Rindfleisch u. a. mit der Koussevitzky Foundation Commission der Kongressbibliothek (2000), dem Aaron Copland Award (2001), dem Cleveland Arts Prize sowie Preisen der American Academy of Arts and Letters, der Fromm Foundation, der ASCAP und der League of Composers-ISCM ausgezeichnet.

## Werke
- Klangfarben (Timbres) für Frauenchor a cappella (2010)
- An Irish Blessing für gemischten Chor a cappella (2010)
- Salmo de Alabanza für gemischten Chor a cappella (2010)
- Kaddish Prayer für gemischten Chor a cappella (2010)
- In the Zone für Bläserquintett (2009)
- For Clarinet Alone (2009)
- Anthem für gemischten Chor a cappella (2009)
- Careless Carols für gemischten Chor a cappella (2008)
- Opening Veins für Kammerorchester (2008)
- Veni Sancte Spiritus für gemischten Chor a cappella (2007)
- Quiet Music (2007)
- Mr. Atlas für Blasorchester (2006)
- Gonzo on Manzo für Jazzensemble (2006)
- Graue Liebesschlangen (Gray Love-snakes) für gemischten Chor a cappella (2005)
- Me! Come! My Dazzled Face! für Frauenchor a cappella (2004)
- Night Singing für Klarinette, Klavier und zwei Perkussionisten (2004)
- To His Music für gemischten Chor a cappella (2003)
- Two Pieces für Violine und Klavier (2002)
- The Light Fantastic für Bläserensemble (2001)
- What Vibes! für Flöte, Klarinette, Violine, Cello, Klavier und Perkussion (2000)
- Reverie für Klavier (1999)
- Circus Music für Kammerorchester (1999)
- Psalm für gemischten Chor a cappella (1998)
- Hallucinations für Viola (1997)
- Tears für Flöte (1994)
- Trio für Klavier, Violine und Cello (1993)
- Fanatical Dances für Flöte, Klarinette, Violine, Cello, Klavier und zwei Perkussionisten (1992)
- Birthday Music für Klavier (1991)
- Three Songs für Sopran und Klavier (1990)
- Lady Evergreen Song für gemischten Chor a cappella und Solosopran (1990)
- Gebet (Prayer) für Männerchor a cappella (1989)
- Chorale and Prayer für Posaunenchor oder -quartett (1989)
- Fanfare für Bläserquintett (1988)
- Sweet Rose Fair Flower für gemischten Chor a cappella (1988)
- Dixit Dominus für gemischten Chor a cappella (1987)
- In Manus Tuas für gemischten Chor a cappella (1986)
- Sonata für Trompete und Klavier (1985)
- Barcarolle für Streichorchester (1983)

## Weblink
- Homepage von Andrew Rindfleisch